# Дризен
Дризен (нем. Oest a. d. H. Drysden, Dresen, Dreisen, Driesen, Drysden, Drysen, Osts zu Driesden, Oest zu Drysden; лат. Dresno, XV в.) — баронский и дворянский род.
Высочайше утверждённым (23 мая 1894), мнением Государственного Совета дозволено пользоваться в России баронским титулом: коллежскому советнику Павлу Густавовичу фон-дер Остен-Дризену, сыну его Анатолию и доверителям его: действительному статскому советнику Густаву Густавовичу, полковнику Николаю Александровичу, ротмистру лейб-гвардии Уланского полка Александру Александровичу, коллежскому советнику Василию Федоровичу, генерал-майору Николаю Федоровичу и отставному капитану Павлу Федоровичу фон-дер Остен-Дризен, со всем нисходящим поименованных лиц потомством.
Род внесён в матрикул курляндского дворянства (1801) и в родословную книгу Калужской губернии. 7.12.1901 коллежский секретарь барон Николай Васильевич Остен-Дризен внесен в V ч. ДРК Рязанской губернии.

## История рода
Рыцари Генрих и Бурхардт фон-дер Остен, получили от маркграфа Бранденбургского Оттона Ленивого город и замок Дризен (1370). Их потомки приняли фамилию Дризен.
- барон Карл-Вильгельм-Генрих фон-дер-Остен-Дризен (1746—1827) — основатель российской ветви. В российскую военную службу он был принят императором Павлом I в 1796 году; затем был курляндским губернатором и тайным советником.
  - Дризен, Егор Васильевич (1780—1812) — полковник, командир Преображенского полка. Первая жена — Александрина Геслер, вторая жена — Софья Ламсдорф.
    - Дризен, Густав Георгиевич (1807—1862). Жена — Фёкла Иоанна Остен-Сакен.
      - Дризен, Густав Густавович (1840—1908)
      - Дризен, Павел Густавович (1848—1898)

  - Дризен, Фёдор Васильевич (1781—1851) — российский командир эпохи наполеоновских войн, генерал от инфантерии
    - Дризен, Александр Фёдорович (1824—1892) — генерал от кавалерии, генерал-адъютант, участник русско-турецкой войны 1877—1878 гг.
      - Дризен, Николай Александрович (1850—1898)
      - Дризен, Александр Александрович (1852—1907)

    - Дризен, Василий Фёдорович (1833—1903)
      - Дризен, Николай Васильевич (1868—1935) — русский мемуарист, историк театра.

    - Дризен, Николай Фёдорович (1837—?) — генерал от инфантерии, участник подавления польского восстания 1863 г.
    - Дризен, Павел Фёдорович (1842—1907)
    - Александра (Александрина) Фёдоровна фон Дризен ((16.07.1819 — 09.06.1888)), супруг Герман Вильгельм Василий Романович фон Каульбарс
    - Дризен, Ольга Фёдоровна (1844—1913) — замужем за Г. Е. Струве

  - Дризен, Василий Васильевич (1789—?) — генерал-майор, Георгиевский кавалер.